# Li Hung-csang
Li Hung-csang (Li Hongzhang) (egyszerűsített kínai: 李鸿章; hagyományos kínai: 李鴻章; pinjin: Lǐ Hóngzhāng; Wade-Giles: Li Hung-chang) (Hofej (Hefei), Anhuj (Anhui), 1823. február 15. - Peking, 1901. november 7.) Csing (Qing) korabeli kínai tábornok, tisztviselő, vezető politikus, diplomata, a „Kelet Bismarckja”. Komoly erőfeszítéseket tett hazája modernizálásáért. Több fontos posztot is betöltött élete során, katonaként harcolt a Tajping-felkelésben (Taiping-felkelésben), a nieni felkelés (niani felkelés)ben, az ópiumháborúban és az első kínai–japán háborúban. Mikor Cseli (Zhili) alkirálya lett, a területen működő ipart és folyó kereskedelmet megpróbálta modernizálni. Diplomataként több híres és fontos külföldi politikussal találkozott. 

## Élete

### Korai évei

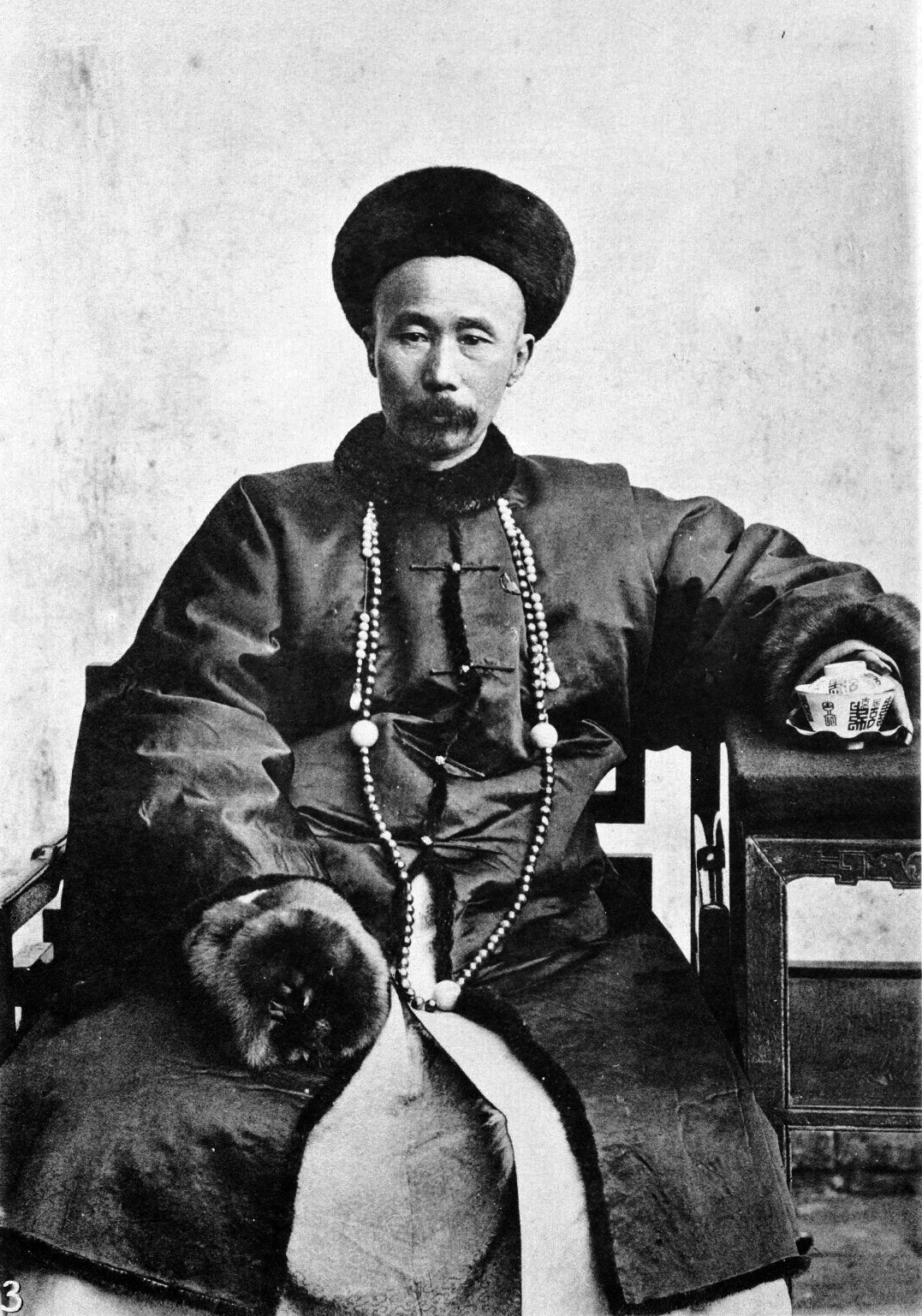
Li Hung-csang (Li Hongzhang) azon kevés képeinek egyikén, ahol még fiatalon látható

A fiatal Hung-csang (Hongzhang) mentora a befolyásos hivatalnok és politikus Ceng Kuo-fan (Zeng Guofan) volt. Konfucista tanokat hallgatott és 1847-ben Jinshi fokozatot szerzett, ez volt a legmagasabb szint a vizsgáztatási rendszerben. Két évvel később felvételt nyert a Hanlin Akadémiára. Hung-csang (Hongzhang) hivatalos pályafutása Ceng (Zeng) útmutatásait követve 1844-ben kezdődött Pekingben. Az 1850-ben kitört Tajping-felkelés (Taiping-felkelés) nagy vallási és politikai felfordulást okozott Kínában és a Csing (Qing)-dinasztia létét fenyegette. A Ceng Kuo-fan (Zeng Guofan) által felállított hadseregben szolgált és harcolt a lázadók ellen. Mikor kitört az ópiumháború (1839–1842 és 1856–1860) saját maga által felállított egységekkel és a hozzá bérelt gőzhajókkal az ellenség ellen, de nem sokat tehetett a fejlett nyugati nagyhatalmak elleni háborúban és azt az európaiak nyerték meg. 1859-ben Li átkerült a Fucsien (Fujian) tartományba, ahol „taotaj (taotai)” rangot kapott. Ceng Kuo-fan (Zeng Guofan) tanácsára a császári udvar újabb hadsereget szervezett a tajpingok ellen Li Hung-csang (Li Hongzhang) vezetősége alatt, hogy segítse a hunani hadsereget. Li felszabadította Csiangszu (Jiangsu) tartományt, kivéve Nanking városát, de később Nanking is az ő kezére került. Mikor az európai hatalmak is beszálltak a konfliktusba, az országba érkező európai erők főparancsnoka Charles George Gordon lett. Li kapcsolata gordonnal egyáltalán nem volt felhőtlen. Ezt még savanyította a Szucsou (Suzhou) átadásának a körülményei. Ugyanis Gordon egy egyezményt között a lázadó hercegekkel, hogy megkíméli az életüket, ha együttműködnek vele. Li azonban az egyezményt semmibe véve kivégeztette a hercegeket, feldühítve evvel Gordont. Ugyanakkor Li tagadta, hogy ő adta ki a kivégzési parancsot. Az udvar megbízásából Hung-csang (Hongzhang) verte le a fáklyavivők nieni (niani), honani (henani) és santungi (shandongi) felkelését a katonáival 1866-ban. Egy évvel később nevezték ki alkirállyá Hukuangban (Huguangban), ahol néhány évig maradt.

### Későbbi pályája

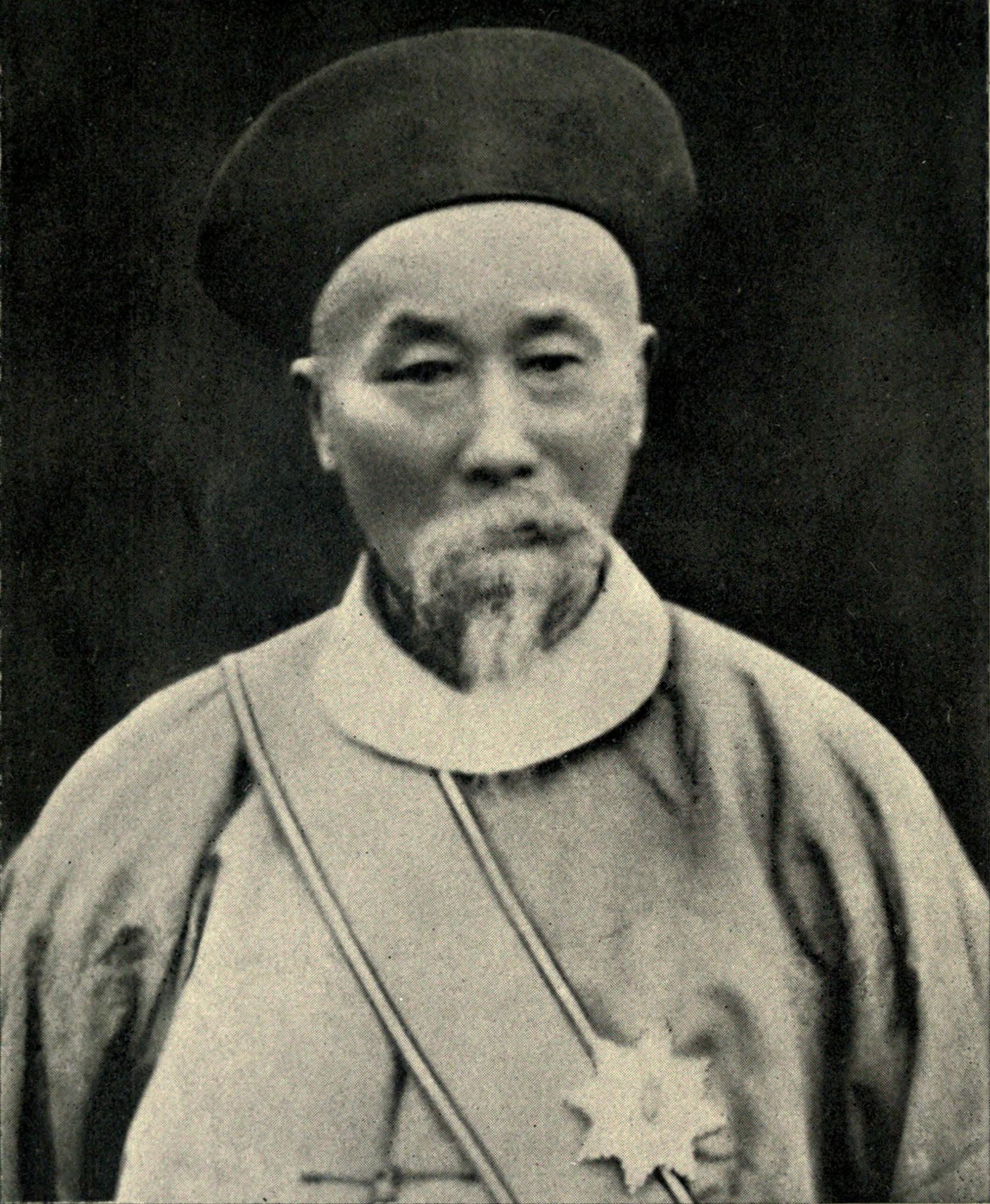
Li Hung-csang (Li Hongzhang)

#### Cseli(Zhili)alkirályaként
1870-ben nevezte ki az uralkodó Cseli (Zhili) alkirályává. Evvel együtt a diplomáciai karrierre is ívelt felfelé és bár felállítottak egy új Pekingi intézményt a nyugati diplomácia fellendítéséért, Li lett a leghíresebb a kínai diplomaták közül, ezért rengeteg nyugati hatalmassággal tárgyalt és ez is segítette, hogy több mint 25 évig ült a cseli (zhili)-i Főkormányzói székben. Tung-csi (Tongzhi) halála után 1875-ben fegyveres katonákat vezetett a fővárosba és államcsínyt követett el, és a trónra emelte Kuang-hszü császárt (Guangxu császárt),  Ce-hszi kínai császárné (Cixi kínai császárné) gyámsága alatt. 1886-ban a Kínai-francia háború idején szerződést kötött a franciákkal a békét illetően. Cseli (Zhili) alkirályaként rengeteg pénzt áldozott bele a birodalom megerősítéséért. Fegyveres alakulatok, hadseregek felállítására, a Port Arthur és a Taku vár megerődítésére és a haditengerészet építésére rengeteg pénzt fordított. A kereskedelemből jövő pénzből állította fel a Pejjang (Beiyang) hadseregét és haditengerészetét. Épített egy akadémiát és két haditengerészeti bázist is. Figyelemmel kísérte a Japán Birodalom modernizálódását, sikeres reformjait és jó megalapozottan félt attól, hogy a két birodalom összeütközésbe fog kerülni.

#### Az első kínai-japán háború
Az 1894-95-ös első kínai–japán háború idején a japánok ellen induló kínai erőket, a pejjangi (beiyangi) hadsereg és haditengerészet irányította, de az elavult fegyverzet miatt, és Pejjang (Beiyang) hadával rivalizáló többi hadsereg segítsége nélkül a pejjangi (beiyangi) erők vereséget szenvedtek. A háború miatt a Csing-dinasztia (Qing -dinasztia) uralta Kína nagy fontosságú területeket vesztett el, mint például Tajvant is.

#### Utolsó évei és külföldi útjai

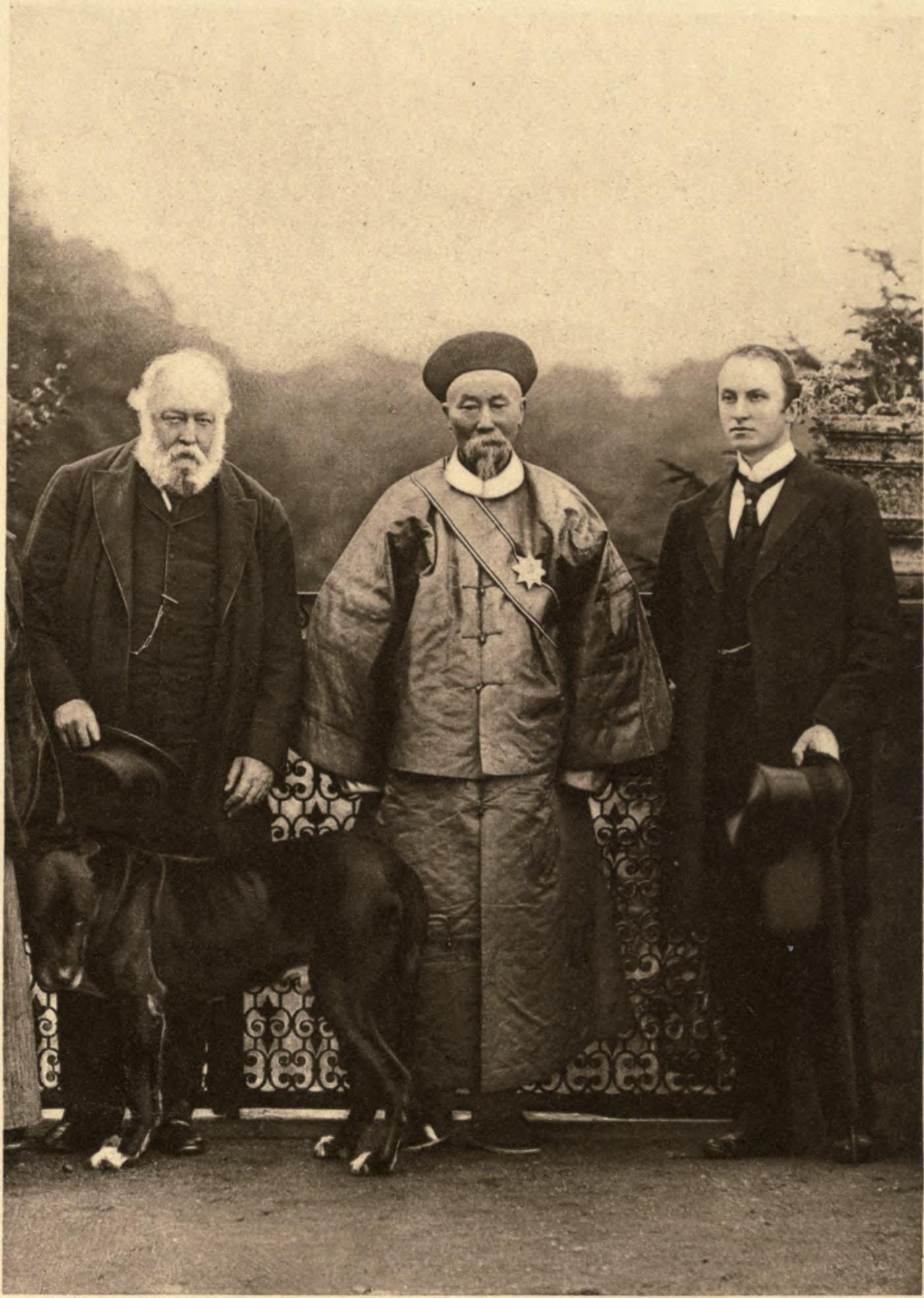
Li Hung-csang (Li Hongzhang) a brit Lord Salisbury és Lord Curzon társaságában.

Hung-csang (Hongzhang) sok vezető külföldi államférfival és méltósággal találkozott. 1896-ban részt vett II. Miklós orosz cár koronázási ünnepségén. Oroszországban tárgyalt egy titkos szövetségről a két ország között, ami az első egyenlő szerződés volt a modern Kína történetében. Átutazott Nyugat-Európán és Washington D.C.-be érkezett és találkozott az akkori amerikai elnökkel, Grover Clevelanddel. 1896-ban ellátogatott Angliába is, ahol Viktória brit királynő kitüntette a Viktória kereszttel. 1899-ben Liangguag alkirálya lett és ezt a posztot egy éven keresztül töltötte be. Li Hung-csang (Li Hongzhang) jelentős szerepet játszott a bokszerlázadás befejezésében. 1901-ben ő volt az egyik legfőbb tárgyaló az idegen hatalmakkal, ő írta alá Kína nevében azt a szerződést, ami véget vetett a bokszer válságnak és hatalmas kártérítést és terheket rótt a Kínai császárságra. A tárgyalások rettentően kimerítették a szervezetét az öreg aggastyánnak és két hónappal később májgyulladásban halt meg Pekingben. Halála előtt nem sokkal főnemesi rangot kapott, amit halála után fia örökölt.

## Hagyatéka és emlékezete

### Megítélése
A megítélése vegyes. Egyrészről az utókor őt tette meg az egyik bűnbaknak az egyenlőtlen szerződések és Kína egyéb megaláztatásai miatt. Mások viszonyt kifinomult politikusként, ügyes diplomataként és az országát modernizálni próbáló vezetőként emlékeznek rá. A legtöbb ember még mindig negatív személyként tekint rá, de több történész is rávilágított már, hogy Li nem volt áruló.

### Li Hung-csang(Li Hongzhang)raguja
Amerikai körútja során estélyt rendezett, hogy megmutassa a kínai nemzet konyháját a helyieknek. Az amerikai szakácsnak rendkívül nehéz dolga volt, mivel a kínai konyha remekeinek elkészítéséhez rengeteg alapvető alapanyag hiányozott. Li parancsára a séfek nekiláttak a konyhában található összes alapanyag felhasználásával egy alkalmi ragu elkészítéséhez. Beletettek többek közt tengeri uborkát, tintahalat, tofut, sonkát, gombát, csirkehúst és minden egyéb ehető alapanyagot. Aztán mindent egybefőztek, és a végeredmény egy új, ínycsiklandozó étel lett.